# Trind trollmossa
Trind trollmossa (Cyrtomnium hymenophyllum) är en bladmossart som beskrevs av Kield Áxel Holmen 1957. Enligt Catalogue of Life ingår Trind trollmossa i släktet trollmossor och familjen Mniaceae, men enligt Dyntaxa är tillhörigheten istället släktet trollmossor och familjen Cinclidiaceae. Enligt den finländska rödlistan är arten sårbar i Finland. Arten är reproducerande i Sverige. Artens livsmiljö är skuggiga kalkstensklippor och kalkbrott. Inga underarter finns listade i Catalogue of Life.